# غارة المحاصرين

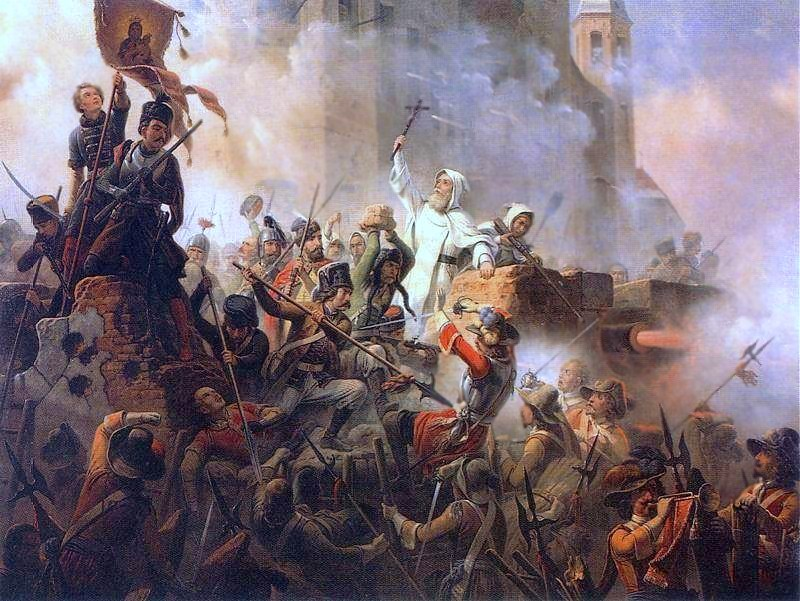

غارة المحاصرين في حرب الحصار هي هجوم مفاجئ للقوات المحاصَرة ضد العدو المحاصِر من موقع دفاعي. إذا كانت الهجمة من خلال منفذ هجوم ، فيمكن استخدام المصطلحات هجوم أو غارة.
وتشمل أغراض هذه الغارات التحرش بقوات العدو وتدمير أسلحة الحصار والأعمال الهندسية،  والانضمام إلى قوة الإغاثة، إلخ.
كتب السير جون توماس جونز، بتحليل عدد من غارات المحاصرين بأن غارات المحاصرين قد تحمل الدمار للقوة المحاصِرة .